# Dina Boluarte
Dina Ercilia Boluarte Zegarra, född 31 maj 1962 i Chalhuanca, Apurímac, Peru är en peruansk advokat och politiker. Hon utsågs till Perus president den 7 december 2022, enligt konstitutionen, efter att dåvarande presidenten Pedro Castillo förklarats moraliskt inkompetent av den peruanska kongressen, som en konsekvens av ett försök till statskupp några timmar tidigare. Hon är den första kvinnan som innehar presidentposten i Peru.
Boluarte valdes till vicepresident i de allmänna valen i Peru 2021, och innehade posten från den 28 juli 2021 till 7 december 2022. Hon var också minister för social utveckling och inkludering, mellan juli 2021 och november 2022.

## Familj och personligt
Boluarte kan tala spanska och quechua. Hon var gift med David Gómez Villasante. De har två söner, David Eduardo Gómez Boluarte och Daniel Felwig Gómez Boluarte. Hon har också en bror, Nicanor Boluarte.